# Glanochthon
Il glanocton (gen. Glanochthon) è un anfibio estinto, appartenente ai temnospondili. Visse all'inizio del Permiano inferiore (circa 295 milioni di anni fa) e i suoi resti fossili sono stati ritrovati in Germania e in Francia.

## Descrizione
Questo animale, dal corpo vagamente simile a quello di una salamandra, poteva raggiungere il metro di lunghezza. Il cranio era molto caratteristico: negli esemplari adulti, esso era allungato, convesso lateralmente e terminante in un muso smussato. Altri anfibi simili, come Intasuchus e Cheliderpeton, erano però sprovvisti di un rigonfiamento orbitale e il muso era meno arrotondato; le orbite di Glanochthon, inoltre, erano meno slanciate. Rispetto ad altri anfibi come gli eriopidi e Sclerocephalus, Glanochthon possedeva un cranio più stretto ed era sprovvisto di una regione del muso anteriore alle narici.
Sono note due specie di Glanochthon: la specie tipo, G. latirostris, possedeva un cranio più ampio e triangolare, un'ornamentazione delle ossa dermiche del cranio e dell'interclavicola che seguiva un pattern radiale, corna tabulari smussate e ampie e l'osso quadrato di poco posteriore all'occipitale. In G. angusta, il cranio era più stretto, era presente un'ornamentazione poligonale e il quadrato era situato ben oltre la regione occipitale sia nei giovani che negli adulti. 

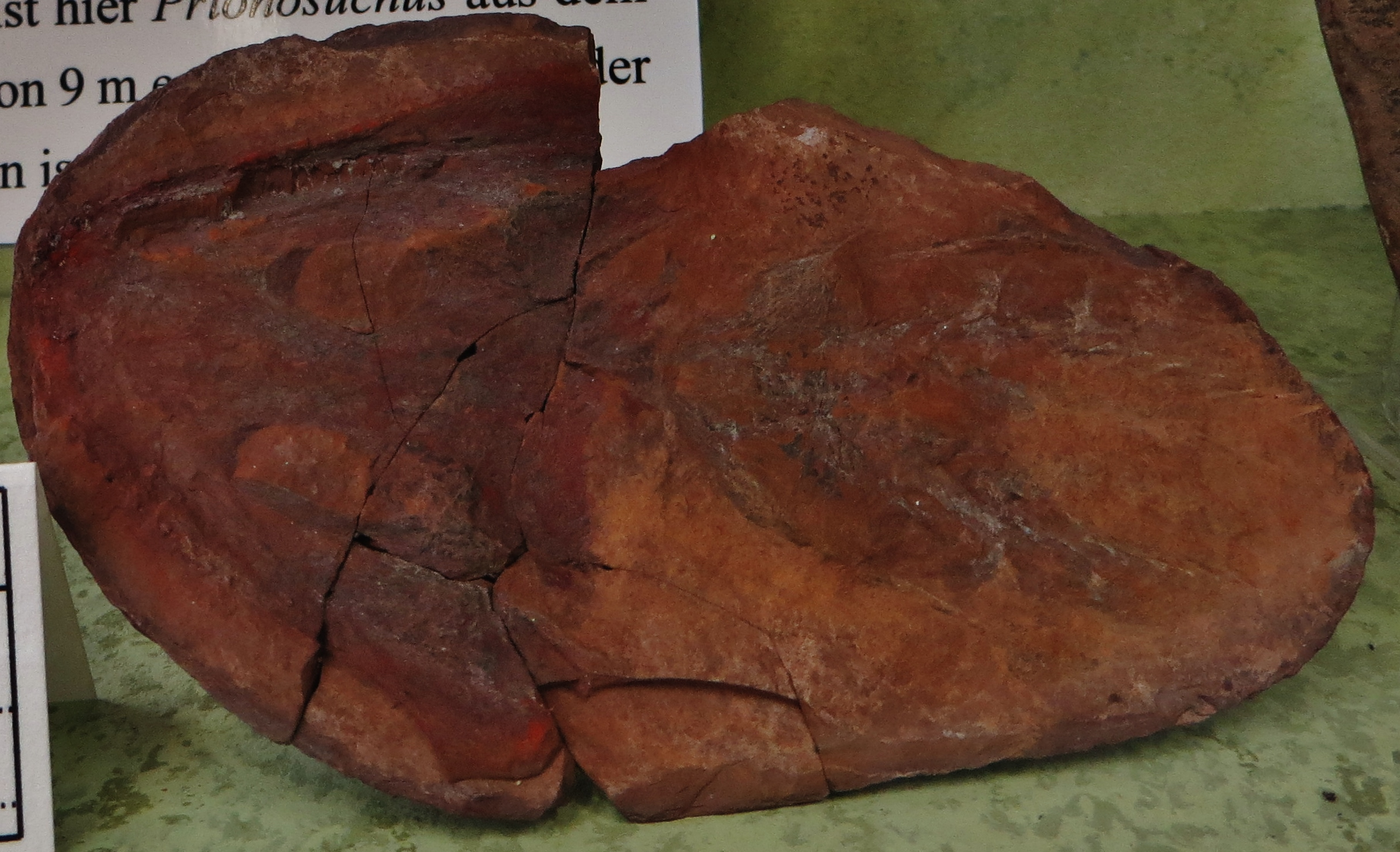
Fossile di Glanochthon latirostre

## Classificazione
I primi fossili di Glanochthon furono scoperti nella regione di Lebach (Bacino della Saar) in Germania e vennero descritti nel 1849 con il nome di Archegosaurus latirostris. Successivamente questa specie venne attribuita variamente a vari altri generi di anfibi (Actinodon, Sclerocephalus, Cheliderpeton). Fu solo nel 2002 che una revisione della specie Cheliderpeton vranyi della Repubblica Ceca portò a comprendere che la specie 'Cheliderpeton" latirostre doveva essere ascritta a un genere a sé stante; nel 2009, quindi, fu coniato il genere Glanochthon (Schoch e Witzmann, 2009). Nello stesso studio veniva descritta un'altra specie di questo genere, G. angusta, caratteristica degli Scisti Neri di Humberg, sempre del Bacino della Saar. A questo genere è stata attribuita un'altra specie precedentemente attribuita al genere Cheliderpeton, G. lellbachae, proveniente da terreni dell'inizio del Permiano inferiore in Germania.
Glanochthon è uno dei molti generi di anfibi del Permiano di incerta collocazione sistematica. In ogni caso, questo animale fa parte dei temnospondili, un grande gruppo di anfibi sviluppatosi nel Carbonifero ed estintosi solo nel Cretaceo, dalle numerose specializzazioni. Glanochthon potrebbe essere alla base di un clade (Stereospondylomorpha) a cui appartengono gli stereospondili, ovvero i temnospondili più specializzati molto diffusi nelle acque dolci del Triassico. È probabile che Glanochthon fosse più specializzato di Sclerocephalus ma meno di Intasuchus e Archegosaurus.

## Paleobiologia
La presenza di solchi della linea laterale nel cranio in esemplari sia giovanili che adulti e come lo scarso grado di ossificazione dello scheletro postcranico (come l'omero poco differenziato) suggeriscono che entrambe le specie di Glanochthon fossero primariamente animali acquatici. Questa ipotesi è ulteriormente supportata dalla presenza di denticoli branchiali (e quindi dalla presenza di fessure branchiali). Come Archegosaurus, G. latirostris abitava le acque profonde di un lago che all'inizio del Permiano occupava il Bacino della Saar; G. angusta, invece, era confinato a una fase più antica e meno profonda del medesimo lago. Sembra che entrambe le specie di nutrissero principalmente di acantodi, come indicato dai numerosi resti delle spine di questi pesci nelle regioni dei tratti digestivi degli esemplari di Glanochthon (Boy, 1993).